# Markovac (Mladenovac)
Markovac (em cirílico:Марковац) é uma vila da Sérvia localizada no município de Mladenovac, pertencente ao distrito de Belgrado, nas regiões de Šumadija e Kosmaj. Possuía uma população de 674 habitantes segundo o censo de 2002.

## Demografia
| 1948 | 1953 | 1961 | 1971 | 1981 | 1991 | 2002 |
| ---- | ---- | ---- | ---- | ---- | ---- | ---- |
| 702  | 737  | 728  | 668  | 693  | 689  | 674  |